# Circonscription autonomique de La Rioja
Ne doit pas être confondu avec Circonscription électorale de La Rioja.
La circonscription électorale de La Rioja est l'unique circonscription de La Rioja pour les élections autonomiques au Parlement de La Rioja.
Elle correspond géographiquement à La Rioja.

## Synthèse
| AP & alliés |       | 15 | 13 |    |    |    |    |    |    |    |    |    |  |  |
| CDS         |       |    | 4  |    |    |    |    |    |    |    |    |    |  |  |
| IU          |       |    |    |    | 2  |    |    |    |    |    |    |    |  |  |
| PR          |       | 2  | 2  | 2  | 2  | 2  | 2  | 2  | 2  |    |    |    |  |  |
| PSOE-LR     |       | 18 | 14 | 16 | 12 | 13 | 14 | 14 | 11 | 10 | 15 | 12 |  |  |
| PPLR        |       |    |    | 15 | 17 | 18 | 17 | 17 | 20 | 15 | 12 | 17 |  |  |
| Ciudadanos  |       |    |    |    |    |    |    |    |    | 4  | 4  |    |  |  |
| Podemos     |       |    |    |    |    |    |    |    |    | 4  | 2  | 2  |  |  |
| Vox         |       |    |    |    |    |    |    |    |    |    |    | 2  |  |  |
|             |       |    |    |    |    |    |    |    |    |    |    |    |  |  |
| Total       | Total | 35 | 33 | 33 | 33 | 33 | 33 | 33 | 33 | 33 | 33 | 33 |  |  |

## Résultats détaillés

### 1983
| Parti   | Parti | Députés élus |
| ------- | ----- | --- |
| PSOE-LR |       | José María de Miguel, Félix Palomo Saavedra, José María Buzarra Cano, María del Carmen Valle de Juan, José Ignacio Pérez Sáenz, Benito Hermosilla Aguillo, Mario Fraile Ruiz, Carlos Esteve Blasco, Teódulo Lorenzo Zárate Ibarra, Ángel Sáinz de Azuelo Caro, Luis María Miguel Calavia, José Luis Calahorra Gil, Jesús Casero Beltrán, Ignacio Díez González, Hilario Cereceda Alonso, Antonio Martínez Tricio, Raúl Miguel Sanz Jiménez, Pedro Luis Arpón Rubio |
| AP-PDP  |       | Joaquín Espert, Ignacio Javier Becerra Guibert, Jesús Zueco Ruiz, Neftalí Isasi Gómez, Pilar Salarrullana de Verda (PDP), Pedro Benito Urbina, José Arrieta San Miguel, Joaquín Bernad Valmaseda, Juan Jimeno San Juan, Joaquín Lasierra Cirujeda (PDP), Tomás Moreno Orío, Miguel Ángel Valoria Escalona, Emilio Carreras Castellet (PDP), Pedro López de Heredia Ugalde, María del Carmen de Miguel Cordón                                                       |
| PRP     |       | Luis Javier Rodríguez Moroy, Francisco Díaz Yubero |

- Pedro López de Heredia (AP) est remplacé en janvier 1985 par Luis Ángel Alegre Galilea (AP).
- Carlos Esteve (PSOE-LR) est remplacé en octobre 1985 par Concepción Serrano Mínguez.
- Neftalí Isasi (AP) est remplacé en octobre 1986 par Domingo Sacristán Asensio (PDP).
- Pilar Salarrullana (PDP) est remplacée en octobre 1986 par Jesús Florencio Cañas Montoya (AP).
- Raúl Sanz (PSOE-LR) est remplacé en février 1987 par José Julio Alfaro Aragón.

### 1987
| Parti   | Parti | Députés élus |
| ------- | ----- | --- |
| PSOE-LR |       | Alicia Izaguirre, Félix Palomo Saavedra, José María Buzarra Cano, Mario Fraile Ruiz, Pablo Miguel Rubio Medrano, José Ignacio Pérez Sáenz, José Julián Medrano Martín, Carmelo Fernández Herrero, Eduardo Peche Echeverría, María Antonia San Felipe Adán, Santiago Orío Pérez, Benito Hermosilla Aguillo, Julio Romera Huerta, Ana Isabel Leiva Díez |
| AP      |       | Joaquín Espert, Jesús Zueco Ruiz, José Antonio González Garnica, Luis Ángel Alegre Galilea, Ángel López Martínez, Pedro Benito Urbina, María del Carmen de Miguel Cordón, Fausto Vadillo Arnáez, José Antonio Elguea Nalda, Carlos Benito Benito, Alberto Olarte Arce, Ricardo Achútegui Antoñanzas, Tomás Moreno Orío                                |
| CDS     |       | Manuel María Fernández Ilarraza, Tomás Valdivielso Tejeiro, Luis Fernández Rodríguez, Pedro Antonio Marín Gil |
| PRP     |       | Luis Javier Rodríguez Moroy, Leopoldo Virosta Garoz |

- Luis Javier Rodríguez Moroy (PRP) est remplacé en juin 1989 par Damián Sáez Angulo.
- Luis Alegre (AP) est remplacé en novembre 1989 par Donato Ruiz Arigita.

### 1991
| Parti   | Parti | Députés élus |
| ------- | ----- | --- |
| PSOE-LR |       | José Ignacio Pérez Sáenz, Félix Palomo Saavedra, Mario Fraile Ruiz, Pablo Miguel Rubio Medrano, María Carmen Valle de Juan, José Julián Medrano Martín, Eduardo Peche Echeverría, María Antonia San Felipe Adán, Miguel Ángel Prieto Echegaray, Francisco Javier Ruiz Arnárez, José Francisco Ruiz Pérez, Santiago Orío Pérez, Julián Ángel Jiménez Velilla, José María Rodríguez Andrés, Enrique Luis Aldonza Martínez, Ana Isabel Leiva Díez |
| PPLR    |       | Joaquín Espert, Julio Luis Fernández Sevilla, Carmen Las Heras Pérez-Caballero, Antonio Herreros Hernández, Pedro Sanz, María del Carmen Gómez Bozalongo, Juan José Irastorza Aldasoro, Francisco Narciso Jiménez Jiménez, Martín Alberto Torroba Terroba, Alberto Olarte Arce, Damián Sáez Angulo, María Aránzazu Vallejo Fernández, Amando González Sáenz, Raimundo Bustillo Cañas, María José Palacios Anguiano                             |
| PR      |       | Leopoldo Virosta Garoz, Miguel Ángel Ropero Sáez |

- Miguel Ángel Ropero (PR) est remplacé en juillet 1991 par Miguel González de Legarra.
- Ana Leiva (PSOE-LR) est remplacée en février 1992 par Fernando Pérez Moreno.
- Carmen Valle (PSOE-LR) est remplacée en février 1992 par Emilia Jiménez Eguizabal.
- Santiago Orío (PSOE-LR) est remplacé en octobre 1994 par José González Pascual.

### 1995
| Parti   | Parti | Députés élus |
| ------- | ----- | --- |
| PPLR    |       | Pedro Sanz, Carmen Las Heras Pérez-Caballero, José Ignacio Ceniceros, María Aránzazu Vallejo Fernández, Luis Fernández Rodríguez, Conrado Escobar Las Heras, Luis Torres Sáez-Benito, María del Carmen Gómez Bozalongo, Alberto Olarte Arce, José María Ruiz-Alejos Herrero, David Isasi García, Amando González Sáenz, Raimundo Bustillo Cañas, Damián Sáez Angulo, Clemente José Bea Segura, Luis Martínez-Portillo Subero, María Cristina Sáenz de Pipaón Ibáñez |
| PSOE-LR |       | José Ignacio Pérez Sáenz, Ana Isabel Leiva Díez, Pablo Miguel Rubio Medrano, Mario Fraile Ruiz, José Antonio Ulecia Rodríguez, María Carmen Valle de Juan, José Julián Medrano Martín, César de Marcos Hornos, María Antonia San Felipe Adán, Hilario Antonio García Aparicio, Ángel Ledesma Orive, José María Bayo Moreno |
| IU      |       | Jesús Rodríguez Rubio, Vicente Pascual Ocio |
| PR      |       | Leopoldo Virosta Garoz, Miguel González de Legarra |

- Carmen Gómez (PP) est remplacée en septembre 1995 par José Luis Sanz Alonso.
- Antonio Ulecia (PSOE-LR) est remplacé en septembre 1996 par María Inmaculada Ortega Martínez.
- David Isasi (PP) est remplacé en octobre 1996 par José Miguel Crespo Pérez.
- Jesús Rodríguez (IU) est remplacé en octobre 1996 par Juana Clavero Molina.
- Carmen Valle (PSOE-LR), morte en fonction, est remplacée en juin 1998 par Enrique Luis Aldonza Martínez.

### 1999
| Parti   | Parti | Députés élus |
| ------- | ----- | --- |
| PPLR    |       | Pedro Sanz, María Aránzazu Vallejo Fernández, José Ignacio Ceniceros, Conrado Escobar Las Heras, Luis Torres Sáez-Benito, María Sagrario Loza Sierra, María Concepción Bravo Ibáñez, Alberto Olarte Arce, Emilio del Río, Luis Martínez-Portillo Subero, María Concepción Iríbar Fernández, Amando González Sáenz, Jesús Jiménez Garrido, María Esther Agustín Sacristán, Damián Sáez Angulo, José Luis Sanz Alonso, José Miguel Crespo Pérez, Luis Fernández Rodríguez |
| PSOE-LR |       | José Ignacio Pérez Sáenz, Pablo Miguel Rubio Medrano, María Inmaculada Ortega Martínez, María Victoria de Pablo Dávila, María Antonia San Felipe Adán, Hilario Antonio García Aparicio, Mariano Donamaría de Blas, María Idoya Tomás Zabalza, Miguel Santo Domingo Victoriano, María Teresa Villuendas Asensio, Ángel Antonio Fernández Íñiguez, María Concepción Julia Arribas Llorente, Carmelo Fernández Herrero                                                     |
| PR      |       | Miguel González de Legarra, José Toledo Sobrón |

- Luis Torres (PP) est remplacé en juillet 1999 par María Teresa Fernández Bobadilla Pérez.
- Emilio del Río (PP) est remplacé en mars 2000 par Carlos Cuevas Villoslada.
- José Ignacio Pérez Sáenz (PSOE-LR) est remplacé en septembre 2000 par Emilio Alejandro Lázaro Nebra.
- Carmelo Fernández (PSOE-LR) est remplacé en janvier 2001 par María Pilar Tejada Hernández.
- Damián Sáez (PP) est remplacé en février 2002 par María José Palacios Anguiano.

### 2003
| Parti   | Parti | Députés élus |
| ------- | ----- | --- |
| PPLR    |       | Pedro Sanz, María Aránzazu Vallejo Fernández, José Ignacio Ceniceros, Carlos Cuevas Villoslada, María Sagrario Loza Sierra, Alberto Bretón Rodríguez, María Neguerela Gómez, Alberto Olarte Arce, Emilio del Río, José Miguel Crespo Pérez, David Isasi García, Amando González Sáenz, Juan Antonio Abad Pérez, María Concepción Iríbar Fernández, María Cruz Ruiz Benito, José Luis Sanz Alonso, María Esther Agustín Sacristán |
| PSOE-LR |       | Francisco Martínez-Aldama, María Antonia San Felipe Adán, Pablo Miguel Rubio Medrano, Ana Isabel Leiva Díez, Jesús Abilio Urbina Díez, María Idoya Tomás Zabalza, Francisco Javier Rodríguez Peña, Emilia Fernández Núñez, Emilio Alejandro Lázaro Nebra, María Inmaculada Ortega Martínez, Juan Manuel Medrano Ezquerro, Manuela Galdámez Sola, Félix Caperos Elosúa, María Solana Giménez                                      |
| PR      |       | Miguel González de Legarra, José Toledo Sobrón |

- Emilio del Río (PP) est remplacé en juillet 2003 par Luis Fernández Rodríguez.
- Alberto Bretón (PP) est remplacé en juillet 2003 par Valentín Jiménez Ezquerro.
- Sagrario Loza (PP) est remplacée en juillet 2003 par Ana Lourdes González García.
- Concepción Iríbar (PP) est remplacée en novembre 2003 par Vanesa Valvanera Villaverde Sáenz.
- Isabel Leiva (PSOE-LR) est remplacé en mai 2005 par Gustavo Domingo Gauthier Alfaro.
- Jesús Urbina (PSOE-LR) est remplacé en septembre 2005 par María Mercedes Gómez Ezquerro.

### 2007
| Parti   | Parti | Députés élus |
| ------- | ----- | --- |
| PPLR    |       | Pedro Sanz, María Aránzazu Vallejo Fernández, José Ignacio Ceniceros, Carlos Cuevas Villoslada, María Purificación Martín Díez de Baldeón, Gonzalo Capellán, Conrado Escobar Las Heras, Ana Lourdes González García, Juan Antonio Abad Pérez, María Neguerela Gómez, María Concepción Arruga Segura, José Miguel Crespo Pérez, David Isasi García, María Yolanda Preciado Moreno, Amando González Sáenz, María Cruz Ruiz Benito, Alberto Olarte Arce |
| PSOE-LR |       | Francisco Martínez-Aldama, María Inmaculada Ortega Martínez, Francisco Javier Rodríguez Peña, Emilia Fernández Núñez, Pablo Miguel Rubio Medrano, María Cristina Cabañas Arenzana, Daniel García Jiménez, Manuela Galdámez Sola, Félix Caperos Elosúa, María Mercedes Gómez Ezquerro, Emilio Alejandro Lázaro Nebra, María Solana Giménez, César Luena, María Inmaculada García Serón                                                                |
| PR      |       | Miguel González de Legarra, José Toledo Sobrón |

- César Luena (PSOE-LR) est remplacé en janvier 2008 par Gustavo Domingo Gauthier Alfaro.
- Purificación Martín (PP) est remplacée en septembre 2008 par José Luis Sanz Alonso.
- Gonzalo Capellán (PP) est remplacé en septembre 2008 par María Esther Agustín Sacristán.
- Conrado Escobar (PP) est remplacé en septembre 2008 par Valentín Jiménez Ezquerro.
- Concepción Arruga (PP) est remplacée en septembre 2008 par Raquel Sáenz Blanco.

### 2011
| Parti   | Parti | Députés élus |
| ------- | ----- | --- |
| PPLR    |       | Pedro Sanz, Carlos Cuevas Villoslada, José Ignacio Ceniceros, María Concepción Arruga Segura, Ana Lourdes González García, José Luis Pérez Pastor, María Purificación Martín Díez de Baldeón, Luis Martínez-Portillo Subero, Juan Antonio Abad Pérez, Cristina Maiso Fernández, Pedro Manuel Sáez Rojo, José Félix Vadillo Arnáez, Diego Rodríguez Carrillo, María Yolanda Preciado Moreno, Noemí Manzanos Martínez, Conrado Escobar Las Heras, Emilio del Río Sanz, José Luis Sanz Alonso, Raquel Sáenz Blanco, María Esther Agustín Sacristán |
| PSOE-LR |       | Francisco Martínez-Aldama, María Inmaculada Ortega Martínez, Francisco Javier Rodríguez Peña, Ana María Santos Preciado, José Ángel Lacalzada Esquivel, Emilia Fernández Núñez, Pablo Miguel Rubio Medrano, Félix Caperos Elosúa, Concha Andreu, Jesús María García García, Manuela Galdámez Sola |
| PR      |       | Miguel González de Legarra, Rubén Gil Trincado |

- Purificación Martín (PP) est remplacée en novembre 2011 par Valentín Jiménez Ezquerro.
- Juan Abad (PP) est remplacée en novembre 2011 par Juan Antonio Elguea Blanco.
- Cristina Maiso (PP) est remplacée en novembre 2011 par María Lucía Herce de Blas.
- Conrado Escobar (PP) est remplacé en novembre 2011 par Rosa Ana Zorzano Cámara.
- Francisco Martínez-Aldama (PSOE-LR) est remplacé en janvier 2012 par María Sonia Ibarguren Ruiz.

### 2015
| Parti      | Parti | Députés élus |
| ---------- | ----- | --- |
| PPLR       |       | Pedro Sanz, María Concepción Arruga Segura, Carlos Cuevas Villoslada, Ana Lourdes González García, José Ignacio Ceniceros, Regina Laorden Paniagua, María del Carmen González-Cuevas Sevilla, José Luis Pérez Pastor, Luis Martínez-Portillo Subero, Jesús Ángel Garrido Martínez, Pedro Manuel Sáez Rojo, José Félix Vadillo Arnáez, Noelia Moreno Hernández, María Yolanda Preciado Moreno, Raquel Sáenz Blanco |
| PSOE-LR    |       | Concha Andreu, Francisco Javier Ocón Pascual, Ana María Santos Preciado, Jesús María García García, Sara Isabel Orradre Castillo, Ricardo Velasco García, Nuria del Río Pozo, Félix Caperos Elosúa, Emilia Fernández Núñez, Raúl Díaz Marín |
| Ciudadanos |       | Diego Ubis López, Tomás Martínez Flaño, Luis David Vallejo García, Rebeca Grajea de la Torre |
| Podemos    |       | Germán Cantabrana González, Natalia Rodríguez Valladolid, Juan Miguel Calvo García, Ana Carmen Sáinz Álvarez |

- José Luis Pérez Pastor (PP) est remplacé en juillet 2015 par Álvaro Hugo Azofra Ramos.
- Luis Martínez-Portillo (PP) est remplacé en juillet 2015 par Emilio del Río.
  - Emilio del Río (PP) est remplacé en janvier 2016 par Noemí Manzanos Martínez.
- Regina Laorden (PP) est remplacée en février 2018 par Catalina Bastida de Miguel.
- Raquel Sáenz (PP) est remplacée en février 2018 par María Esther Agustín Sacristán.
- Félix Vadillo (PP), mort en fonction, est remplacé en août 2018 par Juan Antonio Elguea Blanco.

### 2019
| Parti      | Parti | Députés élus |
| ---------- | ----- | --- |
| PSOE-LR    |       | Concepción Andreu, Francisco Javier Ocón Pascual, Nuria del Río Pozo, Jesús María García García, Ana María Santos Preciado, Raúl Díaz Marín, María Teresa Villuendas Asensio, Raúl Juárez Vela, Sara Isabel Orradre Castillo, Diego Iturriaga Barco, María Resurrección Cruz Vallejo, Santiago Urizarna Varona, Ana Belén López Montaña, Roberto García Bretón, Graciela Loza Villoslada |
| PPLR       |       | José Ignacio Ceniceros, María Purificación Martín Díez de Baldeón, Diego Antonio Bengoa de la Cruz, María Begoña Martínez Arregui, Alberto Bretón Rodríguez, Carlos Cuevas Villoslada, Alfonso Domínguez Simón, Jesús Ángel Garrido Martínez, Catalina Bastida de Miguel, Noemí Manzanos Martínez, Alberto Olarte Arce, Gregorio Jesús Pérez Ligero                                      |
| Ciudadanos |       | Pablo Baena Pedrosa, Alberto Reyes de la Orden, María Belinda León Fernández, María Pilar Rabasa Baraibar |
| UP         |       | Raquel Romero Alonso, Henar Moreno Martínez |

- Raúl Juárez (PSOE-LR) est remplacé en avril 2021 par Víctor Manuel Royo Jaime.
- Pablo Baena (Cs) est remplacé en novembre 2022 par David Miranda Sainz.
- Alberto Bretón (PPLR) est remplacé en janvier 2023 par David Mena Ibáñez.

### 2023
| Parti   | Parti | Députés élus |
| ------- | ----- | --- |
| PPLR    |       | Gonzalo Capellán, Marta Fernández Cornago, Alberto Galiana García, Noemí Manzanos Martínez, Daniel Osés Ramírez, Cristina Maiso Fernández, María Teresa Antoñanzas Garro, José Luis Pérez Pastor, María Belinda León Fernández, Jesús Ángel Garrido Martínez, Mar Cotelo Balmaseda, Víctor Visairas Blanco, María Pilar Almendáriz Bayo, Carlos Cuevas Villoslada, Luis Carlos Paúl Lapedriza, Diego Antonio Bengoa de la Cruz, María Purificación Martín Díez de Baldeón |
| PSOE-LR |       | Concepción Andreu, José Ángel Lacalzada Esquivel, María Somalo San Juan, Jesús María García García, Sara Isabel Orradre Castillo, Javier García Ibáñez, María Teresa Villuendas Asensio, Sergio Martínez Astola, Ana Victoria del Vigo García, Miguel González de Legarra, Ana Belén Martínez Sánchez, Ricardo Velasco García |
| Vox     |       | Ángel Alda Pérez, Héctor Alacid López |
| UP      |       | Henar Moreno Martínez, Raúl Pérez Núñez |

- Noemí Manzanos (PPLR) est remplacée le 7 juillet 2023 par David Mena Ibáñez.
- Daniel Osés (PPLR) est remplacé le 7 juillet 2023 par Antonio Eguizábal León.
- José Luis Pérez (PPLR) est remplacé le 7 juillet 2023 par Catalina Bastida de Miguel.
- Belinda León (PPLR) est remplacée le 7 juillet 2023 par Alberto Olarte Arce.
- Jesús Ángel Garrido (PPLR) est remplacé le 7 juillet 2023 par Sergio Álvarez Martínez.
- María Martín Díez de Baldeón (PPLR) est remplacée le 7 juillet 2023 par María Begoña Martínez Arregui.
- Raúl Pérez (UP) est remplacé le 2 novembre 2023 par Carlos Ollero Vallés.
- Concha Andreu (PSOE) est remplacée le 20 juin 2024 par Daniel Carrillo.